# Refuge Petra Piana
Il refuge Petra Piana è un rifugio alpino che si trova nel comune di Vivario, in Corsica, a 1.842 m d'altezza ai piedi della Pietra Niella (2.345 m) e della Maniccia (2.425 m) nella valle del Manganello, tributario del Vecchio. Ha una capienza di 30 posti letto.